# Estação Tynemouth
Tynemouth é uma estação da Linha Amarela do Tyne and Wear Metro, servindo a cidade costeira de Tynemouth, North Tyneside, Condado Metropolitano de Tyne and Wear, Nordeste da Inglaterra. Juntou-se à rede como uma estação terminal em 11 de agosto de 1980, após a abertura da primeira fase da rede, entre as estações Haymarket e Tynemouth via Four Lane Ends.

## História
A estação, projetada pelo arquiteto William Bell, foi originalmente inaugurada pela North Eastern Railway em 7 de julho de 1882. Foi tombada pelo Patrimônio Histórico Inglês em 2 de novembro de 1978.
Após um declínio significativo no número de passageiros usando os serviços da North Eastern Railway em North Tyneside durante o início de 1900, a linha foi eletrificada como parte da rede Tyneside Electrics, usando um sistema de terceiro trilho de 600V DC.
Devido à queda no número de passageiros durante a década de 1960, bem como custos crescentes e a necessidade de renovar a infraestrutura e o material rodante expirados, a rede da Tyneside Electrics foi deseletrificada e convertida para operação de várias unidades a diesel em 1967.
A estação permaneceu em uso constante desde a abertura, com a British Rail continuando a usar as antigas plataformas da estação para serviços de Newcastle via Wallsend até o dia anterior à abertura da primeira seção do Tyne and Wear Metro.
Tynemouth juntou-se à rede de Metro em 11 de agosto de 1980, com a abertura de sua primeira fase entre as estações Haymarket e Tynemouth via Four Lane Ends. Antes da introdução de serviços diretos para St James via Wallsend, em 14 de novembro de 1982, todos os trens usavam a atual plataforma 2.

## Renovação

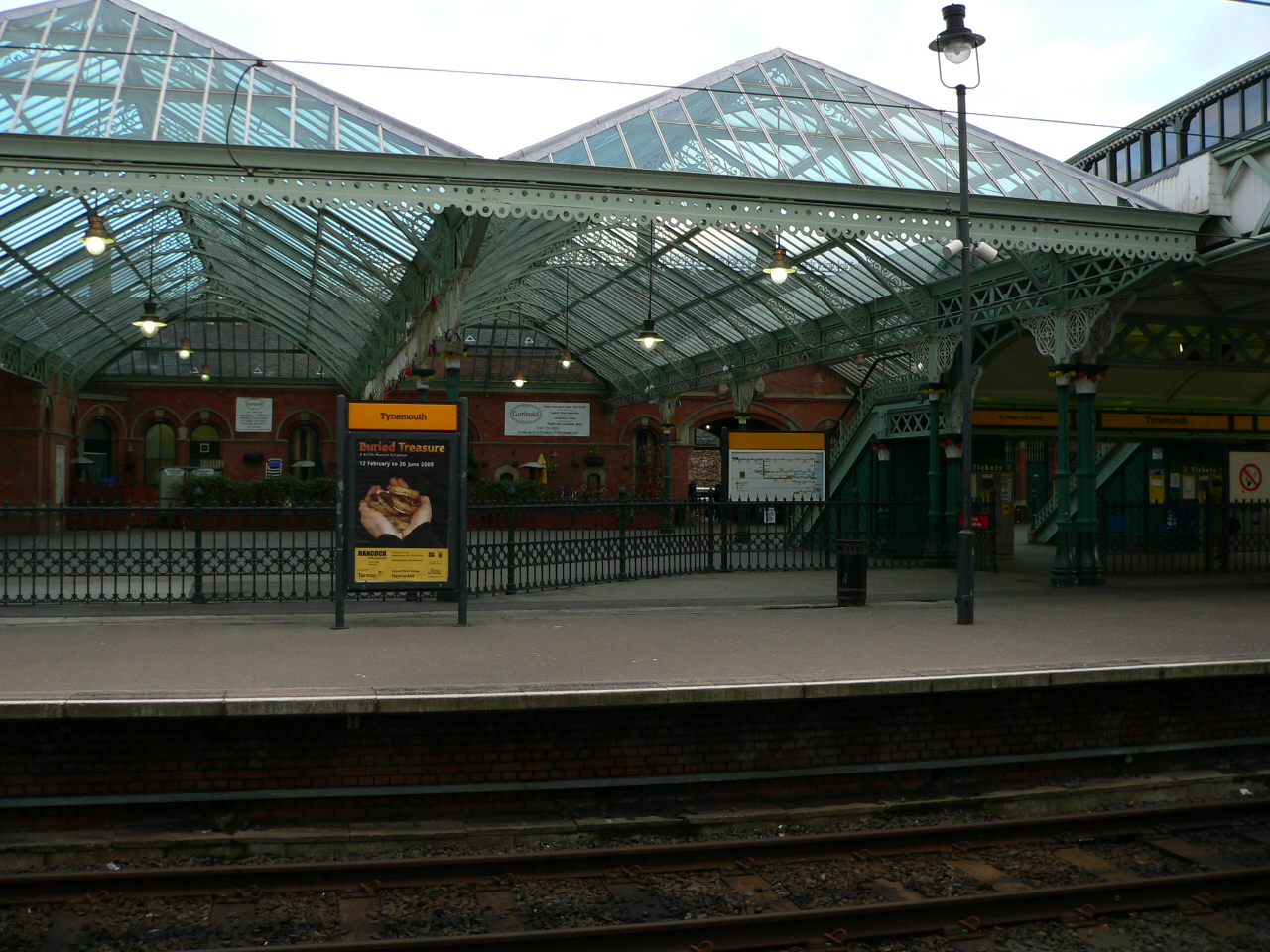
Acesso à Estação Tynemouth

Em 2007, a English Heritage colocou a estação no Heritage at Risk Register, um registro anual do Patrimônio Histórico Inglês em risco publicado pela Historic England. A pesquisa é usada pelo governo nacional e local, uma ampla gama de indivíduos e grupos patrimoniais, para estabelecer a extensão do risco e ajudar a avaliar as prioridades de ação e decisões de financiamento.
O investimento no projeto de renovação, iniciado em 2011, foi de £3,68 milhões. Em 2 de julho de 2012, a estação foi reaberta oficialmente pela Princesa Anne, e, em seguida, foi retirada do registro de edifícios em risco.

## Instalações

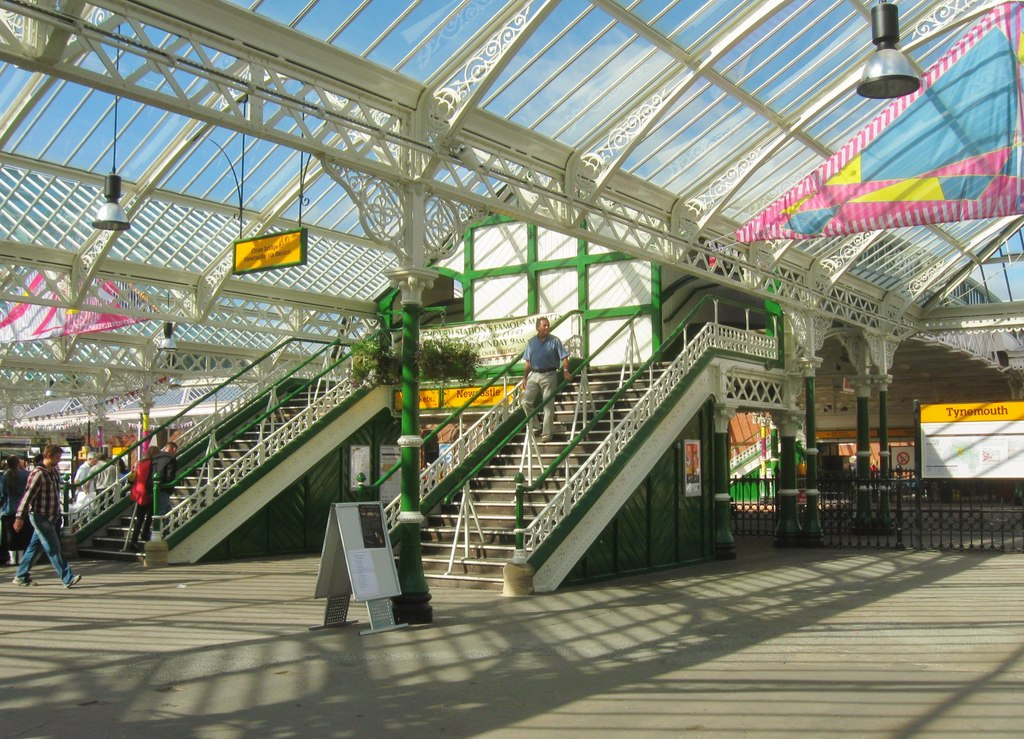
Vista interna da Estação Tynemouth

A estação possui duas plataformas, ambas com máquinas de venda de bilhetes (que aceitam cédulas, cartão de crédito e débito, e pagamento sem contato), assentos, displays com informações audiovisuais do próximo trem, cartazes de horários e informações e um ponto de atendimento de emergência.
Há acesso sem degraus a ambas as plataformas por ponte rodoviária, com plataformas também ligadas por uma passarela de madeira pré-agrupada, que é semelhante, em design, à de Cullercoats, nas proximidades .
A estação dispõe de um parque de estacionamento pago, com 71 lugares. Há também um estacionamento de bicicletas, com quatro ciclos e cinco estandes.

## Mercado
Um mercado semanal é realizado na estação todos os sábados e domingos, funcionando também, uma vez ao mês, como um mercado de agricultores. A Friends of Tynemouth Station também realiza feiras de livros várias vezes por ano na estação.

## Serviços

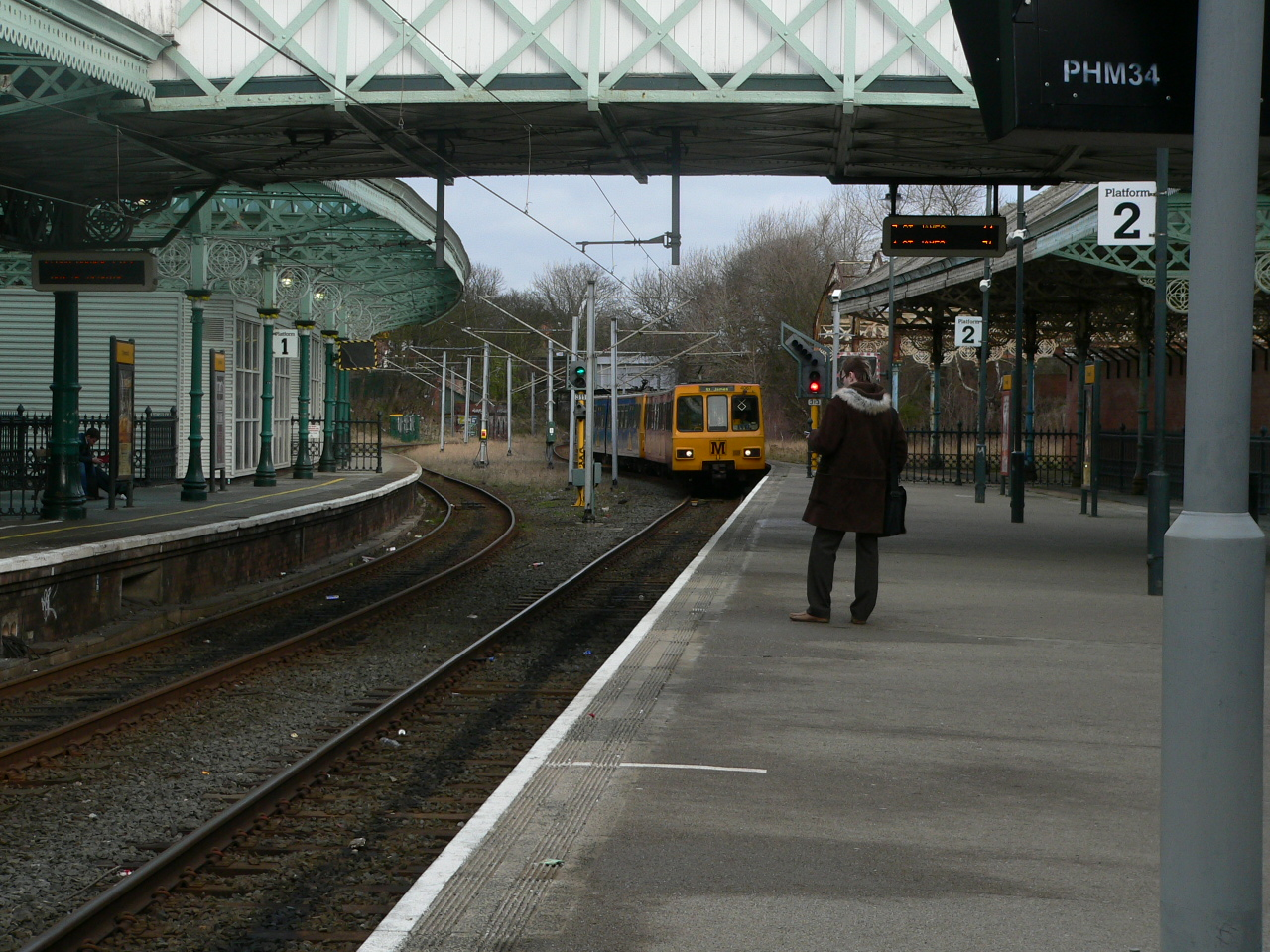
Trem chegando à Plataforma 2 da Estação Tynemouth

Mapa geograficamente preciso do Tyne and Wear Metro (Green Line e Yellow Line)

A partir de abril de 2021, a estação passou a ser servida por até cinco trens por hora durante a semana e aos sábados, e até quatro trens por hora durante a noite e aos domingos.
Material rodante: Class 994 Metrocar
|  |  |  |  |  |  |  |

|  |  |  |  |  |  |

| Zona C |
| Zona B |

|  |  |  |  |  |  |

|  |  |  |  |  |  |

|  |  |  |  |

|  |  |  |  |

| Zona C |
| Zona B |

|  |  |  |  |

|  |  |  |  |

|  |  |  |  |

| Zona B |
| Zona A |

|  |  |  |  |  |  |  |

|  |  |  |  |  |

| Zona B |
| Zona A |

|  |  |  |  |  |

|  |  |  |  |  |

|  |  |  |  |  |

|  |  |  |  |  |

|  |  |  |  |  |  |  |

|  |  |  |  |  |  |

|  |  |  |

|  |  |  |

| Zona A |
| Zona B |

|  |  |  |

|  |  |  |

|  |  |  |  |  |

|  |  |  |  |

|  |  |

|  |  |

| Zona B |
| Zona C |

|  |  |

|  |  |

|  |  |

|  |  |

|  |  |

|  |  |

|  |

|  |

|  |

|  |

|  |

|  |

|  |

|  |  |  |  |  |  |  |

|  |  |  |  |  |  |

| Zona C |
| Zona B |

|  |  |  |  |  |  |

|  |  |  |  |  |  |

|  |  |  |  |

|  |  |  |  |

| Zona C |
| Zona B |

|  |  |  |  |

|  |  |  |  |

|  |  |  |  |

| Zona B |
| Zona A |

|  |  |  |  |  |  |  |

|  |  |  |  |  |

| Zona B |
| Zona A |

|  |  |  |  |  |

|  |  |  |  |  |

|  |  |  |  |  |

|  |  |  |  |  |

|  |  |  |  |  |  |  |

|  |  |  |  |  |  |

|  |  |  |

|  |  |  |

| Zona A |
| Zona B |

|  |  |  |

|  |  |  |

|  |  |  |  |  |

|  |  |  |  |

|  |  |

|  |  |

| Zona B |
| Zona C |

|  |  |

|  |  |

|  |  |

|  |  |

|  |  |

|  |  |

|  |

|  |

|  |

|  |

|  |

|  |

|  |